# Oligoscatophagus capellinii
Oligoscatophagus capellinii è un pesce osseo estinto, appartenente ai perciformi. Visse nell'Oligocene inferiore (circa 29 - 32 milioni di anni fa) e i suoi resti fossili sono stati ritrovati in Italia.

## Descrizione
Questo pesce assomigliava notevolmente agli attuali pesci del genere Scatophagus, ma se ne differenziava per alcune caratteristiche. Come i suoi attuali parenti, Oligoscatophagus era di piccole dimensioni e solitamente non raggiungeva i 10 centimetri di lunghezza. Erano presenti solo nove vertebre addominali (al contrario delle dieci vertebre degli altri generi di scatofagidi noti); la pelvi era dotata di un lungo processo posteriore, e il primo pterigioforo della pinna dorsale si sovrapponeva al limite verticale posteriore del sopraoccipitale.

## Classificazione
Oligoscatophagus è un rappresentante degli scatofagidi, un gruppo di pesci perciformi attualmente rappresentato da due generi, Scatophagus e Selenotoca. Oligoscatophagus, in particolare, sembra essere strettamente imparentato con un altro scatofagide estinto, Eoscatophagus dell'Eocene di Bolca.
Oligoscatophagus venne inizialmente descritto come una specie del genere Scatophagus (S. capellinii) nel 1888 da Bassani, sulla base di resti fossili ritrovati nei pressi di Chiavon in provincia di Vicenza. Solo nel 1999 James Tyler e Chiara Sorbini, nell'ambito di uno studio filogenetico degli scatofagidi, riconobbero sufficienti caratteristiche distintive per l'istituzione di un nuovo genere, Oligoscatophagus. 